# CV-70
La carretera CV-70 o Eje Alcoy - Benidorm (en valenciano Eix Alcoi - Benidorm) es una carretera autonómica valenciana que une el interior de la provincia de Alicante con la costa y Benidorm.

## Nomenclatura

Indicador

La carretera CV-70 pertenece a la red de carreteras de la Generalidad Valenciana. Su nombre viene de la CV (que indica que es una carretera autonómica de la Comunidad Valenciana) y el 70, es el número que recibe dicha carretera, según el orden de nomenclaturas de las carreteras de la Comunidad Valenciana.

## Trazado actual

### Municipios y zonas de interés próximos
- Alcoy
- Penella
- Benilloba
- Benasau
- Ares del Bosque
- Confrides
- Benifato
- Benimantell
- Polop
- La Nucía
- Benidorm